# 久保田剛司
久保田 剛司（くぼた たかし、1952年3月22日 - ）は、静岡県出身のプロゴルファー。

## 来歴
桜美林大学出身。
18歳からゴルフを始め、1979年にプロ入りする。
1984年の千葉県オープンでは初日に69をマークし、大塚敏彦・金山和雄・泉川ピート・須貝昇と並んでの首位タイでスタートした。
1984年のゴルフダイジェストトーナメントでは3日目に山本善隆と共に68をマークして6位タイに着け、最終日も山本善と共に6位タイに入った。
1985年のかながわオープンでは初日を藤池昇・金子柱憲・尾崎将司に次ぐと同時に横島由一・新関善美・金子登喜夫と並んでの4位タイ、千葉オープンでは初日を石井秀夫と共に長谷川勝治・加瀬秀樹・大町昭義・野口茂に次ぐ6位タイでスタートした。
1987年の三菱ギャランでは初日に青木功が54位タイ、中嶋常幸が136位タイと大きく出遅れる中、4アンダー68で単独首位に立った 。2日目には76を叩き、通算144で5位に後退している。
1989年には仙台放送クラシックで最終日に中嶋と共にコースレコードタイの65をマークし、3日目27位タイから飯合肇・芹澤信雄・三上法夫・出口栄太郎と並んでの4位タイに浮上。
1989年のゴルフダイジェストトーナメントでは初日に66をマークし、陳志明（中華民国）・川上典一・草壁政治、グラハム・マーシュ（オーストラリア）と並んでの首位タイでスタートした。
2000年のJCBクラシック仙台を最後にレギュラーツアーから引退し、現在は坂の上ゴルフ「フォアーズゴルフアカデミー」チーフプロ。